# Jim McCluskey
James „Jim“ McCluskey (* 1. November 1950 in Salsburgh, North Lanarkshire; † 14. November 2013 in Ayr) war ein schottischer Fußballschiedsrichter.

## Sportlicher Werdegang
McCluskey spielte ab 1970 für den Airdrieonians FC, musste aber aufgrund einer Knieverletzung 1975 seine aktive Karriere beenden und wandte sich in der Folge der Schiedsrichterei zu. 1980 rückte er auf die Liste der Scottish Football Association für die Scottish Football League. In der Folge war er beim Endspiel um den Scottish FA Cup 1982/83 einer der Linienrichter, die Hauptschiedsrichter David Syme beim 1:0-Erfolg des FC Aberdeen über die Glasgow Rangers unterstützten. 1984 rückte er zu den Schiedsrichtern der Premier Division auf und stand bereits 1987 auf der UEFA-Liste für Europapokalspiele sowie zwei Jahre später auf der FIFA-Liste für Länderspiele. Am 15. Mai 1990 leitete er mit dem Duell zwischen England und Dänemark sein erstes Nationalmannschaftsduell.
1991 pfiff McCluskey bedeutende Spiele im Frauenfußball: Am 14. Juli stand das Endspiel um die Europameisterschaft 1991 zwischen Deutschland – der Titelverteidiger holte seinen zweiten Titel – und Norwegen unter seiner Leitung, bei der WM-Endrunde im Herbst des Jahres pfiff er drei Partien.
Ab Einführung der UEFA Champions League 1992 gehörte McCluskey dort regelmäßig zu den Spielleitern. Im UEFA-Pokal 1993/94 leitete er das Finalrückspiel zwischen Inter Mailand und dem SV Casino Salzburg, bei dem sich die Italiener mit einem 1:0-Erfolg den Titel sicherten.
McCluskey wurde auch bei wichtigen nationalen Spielen eingesetzt. Im Liga-Pokalwettbewerb 19901/91 leitete er im Endspiel Old Firm, das Stadtderby zwischen Celtic Glasgow und den Glasgow Rangers. Im Pokalwettbewerb 1992/92 schlugen die Glasgow Rangers den FC Aberdeen unter seiner Spielleitung. Im von ihm gepfiffenen Ligapokalfinale 1998 setzte sich Celtic Glasgow gegen Dundee United. Im November 1999 stand er im Endspiel um den Scottish League Challenge Cup 1999/2000 sowie im folgenden Mai beim Finale um den Scottish FA Cup 1999/2000 auf dem Spielfeld. Dies war zugleich sein letztes Spiel als Schiedsrichter.
Nach zweijähriger Krankheit erlag McCluskey kurz nach seinem 63. Geburtstag einem Leiden, er hinterließ neben seiner Frau zwei Kinder und drei Enkel.